# Transportes Santa Maria
Transportes Santa Maria foi uma empresa brasileira de transporte coletivo urbano da cidade do Rio de Janeiro. Foi uma concessionária municipal filiada à Rio Ônibus.
Fundada em agosto de 1964, operava 15 linhas que ligam os bairros da baixada de Jacarepaguá ao subúrbio da Zona Norte.
Em 1988 a sociedade passou a contar com a Viação Nossa Senhora de Lourdes e, em 1996, a sociedade foi novamente dividida, ficando parte dos sócios com a Santa Maria e outros 4 com a Lourdes.
A Transportes Santa Maria foi a pioneira a utilizar microônibus com tarifa modal no combate ao transporte ilegal.
Após a padronização imposta pelo poder público municipal em 2010, deixou suas cores originais e adotou a pintura do Consórcio Transcarioca.
Após declarar dificuldades financeiras, em 26 de abril de 2017, a empresa decretou falência e suas atividades foram encerradas. Trabalhavam na empresa aproximadamente 380 colaboradores.

## Filial
A SAMTUR (Santa Maria Turismo) foi uma subsidiária da empresa criada em 1997/1998' e só possuía uma linha, a 780 (Madureira x Benfica). Em 2010 ela foi extinta e a linha foi assumida pela Transportes Santa Maria.